# Les Contes d'Avonlea
Pour les articles homonymes, voir Avonlea.
Les Contes d'Avonlea ou Les Enfants d'Avonlea (Road to Avonlea) est une série télévisée canadienne en 91 épisodes de 45 minutes, créée par Kevin Sullivan pour Sullivan Films (plus tard Sullivan Entertainment) d'après un roman La Conteuse de Lucy Maud Montgomery et diffusée entre le 7 janvier 1990 et le 31 mars 1996 sur le réseau CBC.
Au Canada, elle a été diffusée à partir du 2 janvier 1992 à la Télévision de Radio-Canada, puis rediffusée à partir du 3 septembre 2000 sur Séries+ et à partir du 5 janvier 2007 sur ARTV. En France, la série a été diffusée sous le titre Les Enfants d'Avonlea en septembre 1993 sur Série Club puis du 23 novembre 1993 au 1er février 1994 dans Le mardi c'est permis sur M6, puis aussi rediffusée sur M6, en 1994 ou encore TMC, Série Club et RTL9.

## Synopsis
À Montréal, au début du XXe siècle, l'orpheline Sara Stanley est envoyée par son père, qui est tombé dans les problèmes économiques, à ses tantes Hetty et Olivia, dans la petite ville d'Avonlea sur l'Île-du-Prince-Édouard.

## Distribution

### Acteurs principaux
- Sarah Polley (VQ : Camille Cyr-Desmarais (saisons 1 et 2), puis Valérie Jeanneret (saison 3 à 5) et Julie Burroughs (saisons 6 et 7)) : Sara Stanley
- Zachary Bennett (VQ : Inti Chauveau) : Felix King
- Lally Cadeau (en) (VQ : Louise Rémy) : Janet King
- Mag Ruffman (en) (VQ : Geneviève De Rocray) : Olivia Dale
- Cedric Smith (en) (VQ : Jean-Marie Moncelet) : Alec King
- Jackie Burroughs (en) (VQ : Élizabeth Chouvalidzé) : Hetty King
- Gema Zamprogna (VQ : Violette Chauveau) : Felicity King

### Acteurs secondaires
- Harmony Cramp : Cecily King
- Elva Mai Hoover (VQ : Louise Turcot) : Mme Lawson
- Maja Ardal (VQ : Mireille Thibault) : Mme Potts
- Patricia Hamilton (en) (VQ : Arlette Sanders (saison 1 à 4) et Béatrice Picard (saison 5 à 7)) : Rachel Lynde
- Michael Mahonen (en) (VQ : Gilbert Lachance) : Gus Pike
- Heather Brown : Izzy Pettibone
- Barbara Hamilton : Mme Bugle
- Kay Tremblay (VQ : Yolande Roy (saison 1) et Françoise Faucher (saison 2 à 7)) : Tante Eliza
- Marilyn Lightstone (VQ : Madeleine Arsenault) : Muriel Stacey
- Ian D. Clark (VQ : Éric Gaudry) : Simon Tremayne
- Roger Dunn (VQ : Jacques Brouillet) : Bert Potts
- John Friesen (VQ : Yves Corbeil) : Archie Gillis
- R.H. Thomson (VQ : Jean-Luc Montminy (saison 1) et Luis de Cespedes (saison 2 à 7)) : Jasper Dale
- David Fox (VQ : Alain Clavier) : Clive Pettibone
- Joel Blake : Andrew King
- Kyle Labine (VQ : Martin Pensa) : Davey Keith
- Lindsay Murrell : Dora Keith
- Tara Meyer (VQ : Manon Laflamme) : Sally Potts
- Marc Marut (VQ : Gilbert Lachance) : Elbert Werts
- Molly Atkinson (VQ : Sophie Léger) : Cecily King
- Gillian Steeve (VQ : Lisette Dufour) : Clemmie Ray
- Miklos Perlus (VQ : Hélène Lasnier) : Peter Craig
- Chick Roberts (VQ : Pierre Chagnon) : M. Biggins
- Albert Millaire (VQ : lui-même) : Pierre Lapierre
- Marilyn Boyle (VQ : Élizabeth Lesieur) : Mme Inglis
- Kristin Fairlie (en) : Becky Lester
- James O'Regan (VQ : Patrick Peuvion) : Abner Jeffries
- Peg Bowen : Susan E. Cox

 Source et légende : version québécoise (VQ) sur Doublage.qc.ca

## Épisodes

### Première saison (1990)
1. L'Exil de Sarah (The Journey Begins)
2. La raconteuse mérite son surnom (The Story Girl Earns Her Name)
3. En quarantaine (The Quarantine At Alexander Abraham's)
4. La Matérialisation de Duncan (The Materializing of Duncan McTavish)
5. La Malédiction des Lloyd (Old Lady Lloyd)
6. C'est à l'œuvre qu'on voit l'artisan (Proof of the Pubbing)
7. Conversions (Conversions)
8. Le Prétendant (Aunt Abigail’s Beau)
9. Malcolm et le bébé (Malcolm and the Baby)
10. La Sorcière d’Avonlea (The Witch of Avonlea)
11. Le Pari (Felicity's Challenge)
12. La Malle mystérieuse (The Blue Chest of Arabella King)
13. La Continuité dans le changement (Nothing Endures But Change)

### Deuxième saison (1990-1991)
1. Le Retour de Sarah (Sara's Homecoming)
2. Un baiser pour Felicity (How Kissing Was Discovered)
3. Le Supplice de tante Hetty (Aunt Hetty's Ordeal)
4. Amour secret (Of Corsets and Secrets and True True Love)
5. Querelles anciennes, amour d'antan (Old Quarrels, Old Love)
6. Que le meilleur gagne (May the Best Man Win)
7. Rivalité familiale (Family Rivalry)
8. Le Fantôme de la mer (Sea Ghost)
9. La Chasse au trésor (All That Glitters)
10. Des Rêves plein la tête (Dreamer of Dreams)
11. La vie est un théâtre (It's Just A Stage)
12. L'Amour d'une mère (A Mother's Love)
13. Un miracle n’arrive jamais seul (Misfits and Miracles)

### Troisième saison (1992)
1. Les Liens du cœur (The Ties That Bind)
2. Felix et Blackie (Felix and Blackie)
3. Le Retour de Hetty (Another Point of View)
4. Il n'est si méchant qui ne trouve sa méchante - 1re partie (But When She Was Bad… She Was Horrid - part 1)
5. Il n'est si méchant qui ne trouve sa méchante - 2e partie (But When She Was Bad… She Was Horrid - part 2)
6. Tante Janet s'émancipe (Aunt Janet's Rebellion)
7. Par une nuit sombre et orageuse (A Dark and Stormy Night)
8. Les Amis et les Parents ("Friends and Relations)
9. La Loi du silence (Vows of Silence)
10. Un flirt sans conséquence (After the Honeymoon)
11. Les Grandes Familles (High Society)
12. Hetty ma biquette chérie (The Calamitious Courting of Hetty King)
13. Adieu Marilla (Old Friends, Old Wounds)

### Quatrième saison (1993)
1. Bisbille et zizanie (Tug of War)
2. La Châtelaine et l'Épée (The Lady and the Blade)
3. Les Malheurs de Felix (Incident at Vernon River)
4. Les Vieux gamins (Boys will be Boys)
5. D'étape en étape (Moving On)
6. Evelyn (Evelyn)
7. Le Dîner (The Dinner)
8. Noblesse oblige (Heirs and Graces)
9. Le Bal de la Saint-Valentin (Hearts and Flowers)
10. Les Rivaux (Felicity's Perfect Beau)
11. Disparition (The Disappearance)
12. Vue animée (Jasper's Home Movie)
13. La Chaleur d'un foyer (Hearth and Home)

### Cinquième saison (1994)
1. Père et fils (Fathers and Sons)
2. Le Plus beau des cadeaux (Memento Mori)
3. Les Temps modernes (Modern Times)
4. Un ami dans le besoin (A Friend in Need)
5. Mélodrame (Strictly Melodrama)
6. La Grande course (The Great Race)
7. Un inconnu dans la nuit (Stranger in the Night)
8. Une question de confiance (Someone to Believe in)
9. L'Enfant du jeudi (Thursday's Child
10. Une bonne action (Best Laid Plans)
11. À chacun son destin (Otherwise Engaged)
12. L'Arrivée du prince charmant (Enter Prince Charming)
13. La Femme du pasteur (The Minister's Wife)

### Sixième saison (1995)
1. Le Retour de Gus Pike (The Return of Gus Pike)
2. Cœurs solitaires (Lonely Hearts)
3. Noël en juin (Christmas in June)
4. Les Mauvaises Surprises (Fools and Kings)
5. Allées et venues (Comings and Goings)
6. Un bon petit diable (The Trouble with Davey)
7. Les Grandes Espérances (Great Expectations)
8. Un tissu de mensonges (A Fox Tale)
9. Une nouvelle vie (The More Things Change
10. Le Retour au foyer (Home is Where the Heart is)
11. Une affaire de choix (What a Tangled Wed We Weave)
12. Un temps pour chaque chose (A Time to Every Purpose)
13. Retour à la Maison (Homecoming)

### Septième saison (1996)
1. La Vie continue (Out of the Ashes)
2. Cancans et rumeurs (Love May Be Blind… But the Neighbours Ain't)
3. Davey et la sirène (Davey and the Mermaid)
4. L'Invitation (Woman of Importance)
5. Secrets de famille (Secrets and Sacrifices)
6. Les Doux Mystères de la vie (Ah… Sweet Mystery of Life)
7. Les Lumières de Broadway (King of the Great White Way)
8. L'Éclipse (Total Eclipse)
9. L'Étranger (From Away)
10. Amours défuntes (After the Ball is Over)
11. Retrouvailles (Return to Me)
12. La Fin d'un rêve (The Last Hurrah)
13. Si chère à mon cœur (So Dear to My Heart)

## Personnages

### Personnages principaux
- Sara Stanley est une jeune fille de 10 ans, audacieuse, habituée à un train de vie confortable à Montréal qui doit apprendre à s'adapter à la simplicité de la vie à Avonlea. Sa mère était Ruth King, sœur de Hetty, Alec, Roger et Olivia, qui succomba à la tuberculose quand Sara n'était encore qu'un bébé. Quand le père de Sara rencontre des difficultés financières, il s'arrange pour que Sara et sa nounou Louisa reste quelque temps à Avonlea. Sara y va sans sa nounou et vit avec ses tantes Hetty et Olivia à Rose Cottage. Dans les saisons 3 à 5 Sara est très concernée par le fait de se caser. Cela engendre une controverse au sein du hameau conservateur d'Avonlea. Après la saison 5, Sarah Polley quitta la série. Au milieu de la saison 6, Sara fait sa très attendue réapparition et nounou Louisa ainsi que Hetty commence à planifier leur futur sans consulter Sara. D'autre part, Sara a ses propres plans. Elle aspire à devenir écrivain et elle postule à la très prestigieuse école d'écriture de Paris. Finalement, nounou Louisa et tante Hetty accepte de réaliser le souhait de Sara de rejoindre l'école parisienne. Plus tard, elle revient pour le mariage de Felicity, dans un des derniers épisodes. Sara n'apparaît pas dans le film un Noël à Avonlea, mais est mentionnée par Felicity.

- Henrietta « Hetty » King est l'enseignante d'une cinquantaine d'années d'Avonlea. À la tête de la famille King (étant la plus âgée), elle est guindée, hermétique à l'humour. Elle vit avec sa sœur Olivia et sa nièce Sara à Rose Cottage. Plus tard, Hetty arrête d'enseigner pour se consacrer à l'écriture. Alors que Sara est en Europe avec sa nounou, Hetty accueille Mrs. Lynde et ses jumeaux Davey et Dora Keith. Dans le film, elle organise un concert de vacances avec ses élèves. Hetty est gravement blessée avant le concert et, alors qu'elle est à l'hôpital, on lui annonce qu'elle a une tumeur cancéreuse, et doit subir une opération risquée. La tumeur est retirée avec succès, et Hetty peut assister au concert qui avait été reporté par Felicity.

- Olivia King est la plus jeune tante de Sara et sa préférée, et aussi la cadette de la fratrie King. Olivia est la plus sensible et la plus joviale des deux tantes de Sara et la plupart de ses expériences, tout au long de la série, ont un lien avec sa vie sociale avec les autres citoyens d'Avonlea. Plus tard, elle épouse Jasper Dale, et quitte Rose Cottage. Avant son mariage, elle commence à travailler en tant que journaliste pour un journal local. C'est grâce à cet emploi qu'Olivia se rapproche de Jasper. C'est parce que c'est lui qui fait les photos pour ses articles, ce qu'il continue à faire après leur mariage. Jasper et Olivia ont un fils nommé Montgomery, et adoptent Alicia, la petite fille d'une de leurs employées de la conserverie. Elle est le double d'Alice Lawson, la fille de Mr. Lawson qui est aussi jouée par Mag Ruffman. Dans le film, Jasper loupe le bateau pour Avonlea, et Olivia commence à remettre en question leur mariage. Elle envisage de quitter Jasper et de rester à Avonlea. Quand Jasper lui envoie une boîte à musique pour Noël, elle réalise qu'elle l'aime toujours et décide de rentrer dans leur maison à Londres.

- Alec King est le frère de Hetty et Olivia et l'oncle de Sara. C'est un fermier qui vit avec sa famille juste à côté de Rose Cottage à King Farm.

- Janet King est la compagne d'Alec mais reste indépendante d'esprit. C'est la mère de Felicity, Felix, Cecily et Daniel King. Elle a une sœur, Abigail.

- Felicity King est l'aînée des filles d'Alec et Janet. Elle insiste souvent pour endosser des responsabilités d'adultes et se sent supérieur au reste de sa fratrie et à sa cousine Sara. Durant le déroulement de la série, Felicity souhaitera être une épouse, une enseignante ou une médecin mais finit par s'occuper de l'orphelinat d'Avonlea. À partir de la saison 2, elle se rapproche de Gus Pike qui est même son premier baiser. Plus tard, elle accepte sa demande en mariage - mais apprend qu'il est porté disparu en mer. Gus est retrouvé en vie mais est aveugle. Felicity ramène Gus à Avonlea, et l'épouse dans le dernier épisode. Dans le film, Gus est parti au front après avoir recouvré la vue, et Felicity apprend qu'elle est enceinte de leur premier enfant.

- Felix King est le fils aîné d'Alec et Janet. C'est un vilain garnement qui s'attire souvent des ennuis. Sa meilleure amie est Izzy (Isolde), la fille du nouvel enseignant et veuf Mr. Pettibone qui prend la relève d'Hetty après son départ. Dans les dernières saisons, une idylle commence entre Felix et Izzy.

- Cecily King est la cadette des filles d'Alec et Janet. Le changement d'actrice s'effectua après que Cecily tomba malade de la tuberculose et fut envoyée dans un sanatorium aux États-Unis. Elle s'intéresse plus au travail de la ferme que son frère Felix et Alec envisage de lui laisser la fermer.

- Daniel King - Dernier né d'Alec et Janet, à la fin de la saison 2. Il embête souvent ses frères et sœurs et ses cousins.

### Personnages secondaires
- Rachel Lynde est la commère locale, gardienne auto-proclamée de la morale d'Avonlea. Au début de la série, Rachel vit avec sa meilleure amie, Marilla Cuthbert, à Green Gables. Après le décès de Marilla, Rachel fait une attaque et déménage chez son amie (et parfois ennemie) Hetty King avec qui elle élève Davy et Dora Keith.

- Gus Pike est un jeune vagabond qui finit par gagner le respect des gens de la ville. (Saisons 2-5) Il est connu des téléspectateurs pour son usage des expressions maritimes anglaises. Gus est aussi un matelot, qui quitte Avonlea un temps afin de retrouver sa mère qu'il pensait décédée depuis longtemps. Après une violente tempête, il est présumé mort, mais il est retrouvé par Felicity et Hetty sur le littoral est des États-Unis. Quand elles le trouvent, il est aveugle et elles le rapatrient au Canada pour une opération ayant pour but de lui faire recouvrer la vue. Après l'opération, Gus épouse Felicity.

- Eliza Ward est la tante de Janet et Abigail. Eliza leur rend visite à King Farm et se révèle être excentrique et autoritaire. Plus tard dans la série, Eliza emménage chez les Kings et devient un résident permanent de King Farm, où son intelligence et sa sagesse deviennent indispensables à la famille King.

- Jasper Dale est un photographe timide et bégayant qui finit par épouser Olivia. Jasper et Olivia achètent la conserverie locale dans les dernières saisons qui, dans la dernière saison, prend feu et brûle entièrement.

- Marilla Cuthbert est la meilleure amie, plus tolérante, de Rachel. Après avoir élevé Anne Shirley, elle décide d'adopter l'enfant d'un lointain parent, Mary Keith, à sa mort. Rachel s'oppose, à la base, à cette décision. Davy et Dora Keith trouve un foyer chez Marilla à Green Gables. Après la mort soudaine de Marilla, Rachel Lynde continue à s'occuper de Davy et Dora à Green Gables.

- Davy Keith est le neveu orphelin de Marilla qui, avec sa sœur Dora, vient vivre à Green Gables. Davy est sauvage et turbulent, s'attirant souvent des ennuis. Plus tard, lui et sa sœur Dora, après le décès de Marilla et l'attaque de Rachel, partent vivre chez Hetty, avec qui il ne s'entend pas vraiment.

- Dora Keith est la sœur de Davy et la nièce orpheline de Marilla qui vient vivre à Green Gables chez Marilla et Rachel. Contrairement à Davy, Dora a une attitude plus calme et est d'un naturel plus doux.

- Muriel Stacy Pettibone est une enseignante, récemment promue au rang de superintendante, et une rivale d'Hetty. Les deux femmes sont de totales opposées. Plus tard dans la série, Muriel retourne à Avonlea de façon permanente où elle reprend le magasin général des Lawsons et épouse Pettibone.

- Clive Pettibone, veuf, arrive à Avonlea avec ses trois enfants pour remplacer Hetty dans ses fonctions d'enseignante à l'école publique d'Avonlea. C'est un ancien colonel, donc il est extrêmement strict dans les activités qui nécessitent de la discipline.

- Isolde « Izzy » Pettibone est la fille de Clive. C'est la plus jeune de ses enfants et un vrai garçon manqué. Elle se lie rapidement d'amitié avec Felix King avec qui elle partage finalement une idylle.

- Arthur Pettibone est l'aîné des enfants de Clive, bien plus âgé que son frère et sa sœur. Il en veut à son père pour le décès de leur mère mais leur relation s'améliore petit à petit. Il est parfois le rival de Gus en ce qui concerne l'affection de Felicity. C'est un jeune homme intellectuel et égocentrique, qui étudie pour devenir vétérinaire.

- Clara Potts est l'une des principales commères de la ville. Elle apprécie beaucoup Felicity, même si c'est la rivale de sa fille Sally.

- Eulalie Bugle est une commère de la ville, elle apparaît dans la saison 3 et est souvent vue avec Clara Potts ou Rachel Lynde.

- Andrew King est un autre cousin des King qui est envoyé vivre à King Farm au même moment que Sara dans la saison 1 et 2. Son père est Roger King, le jeune frère d'Hetty et Alec.